# Romy Morf-Bachmann
Romy Morf-Bachmann (* 22. September 1989 in Basel, geborene Romy Bachmann) ist eine ehemalige Schweizer Handballnationalspielerin.

## Karriere
Morf-Bachmann spielte anfangs in ihrer Geburtsstadt bei der SG Basel Regio. Ab dem Jahre 2007 lief die Rückraumspielerin für Spono Nottwil auf.  Mit Spono gewann sie 2011 und 2013 den Schweizer Cup. Im Sommer 2013 schloss sie sich dem Aufsteiger TV Zofingen an. Im Sommer 2015 kehrte sie zur SG Basel Regio zurück, die sich zwischenzeitig in ATV/KV Basel umbenannt hatte. Ein Jahr später unterschrieb sie einen Vertrag bei dänischen Zweitligisten Fredericia HK. Zur Saison 2017/18 wechselte Bachmann zum deutschen Bundesligisten HSG Bad Wildungen. Zwei Spielzeiten später schloss sie sich dem Ligakonkurrenten Frisch Auf Göppingen an. Nach der Saison 2020/21 beendete sie ihre Karriere.
Romy Morf-Bachmann bestritt 12 Länderspiele für die Schweizer Auswahl, in denen sie 16 Treffer erzielte.